# L'uomo e la bestia
L'uomo e la bestia  è un brano musicale scritto da Diego Calvetti, ed interpretato dalla cantante italiana Loredana Errore, estratto come terzo singolo dal suo secondo album, Pioggia di comete
Il brano, prodotto da Diego Calvetti e pubblicato dalla casa discografica Sony Music, è in rotazione radiofonica dal 1º marzo 2013 ed in contemporanea disponibile per il download digitale.

## Tracce
Download digitale
Testi e musiche di Diego Calvetti; edizioni musicali Sony Music.
1. L'uomo e la bestia – 3:15